# Маленькі трагедії (фільм, 1979)
«Маленькі трагедії» (рос. «Маленькие трагедии») — російський радянський телевізійний трисерійний фільм 1979 року, присвячений 180-річчю поета Олександра Сергійовича Пушкіна та 150-річчю «Болдинської осені». Сюжет заснований на творах циклу «Маленькі трагедії», написаних в 1830 році в селі Велике Болдіно. Остання роль Володимира Висоцького.

## Структура фільму
Сполучним сюжетом фільму служить вільно інтерпретована незакінчена повість Пушкіна «Єгипетські ночі». Власне «Маленькі трагедії» постають спонтанною творчістю Імпровізатора на теми, задані публікою з «Єгипетських ночей».

### Перша серія
- «Сцена з Фауста» (використовується як пролог)
- «Єгипетські ночі»
- «Моцарт і Сальєри»

### Друга серія
- «Скупий лицар»
- «Єгипетські ночі»
- «Кам'яний гість»
- «Гості з'їжджалися на дачу…»
- «На розі маленької площі…»
- «Ми проводили вечір на дачі…»

### Третя серія
- «Кам'яний гість»
- «Бенкет у чуму»
- «Жив на світі лицар бідний»

## У ролях
- Георгій Тараторкін — Чарський
- Сергій Юрський — Імпровізатор
- Валерій Золотухін — Моцарт
- Інокентій Смоктуновський — Сальєрі; барон
- Микола Бурляєв — Альбер, син барона
- Володимир Висоцький — дон Гуан
- Наталія Бєлохвостікова — донна Ганна
- Олександр Трофімов — голова Вальсінгам
- Матлюба Алімова — Лаура
- Івар Калниньш — Фауст; дон Карлос (озвучує Сергій Малишевський)
- Михайло Кокшенов — Іван
- Микола Кочегаров — Мефістофель (озвучує Ігор Ясулович); один із гостей Лаури
- Леонід Куравльов — трунар Адріан Прохоров; Лепорелло
- Іван Лапиков — священик
- Авангард Леонтьєв — Соломон
- Филип Смоктуновський — герцог (озвучує Ігор Ясулович)
- Лариса Удовиченко — кохана Альбера; Луїза
- Наталыя Данилова — княгиня Зінаїда Вольська
- Леонід Каюров — Олексій Іванович
- Світлана Переладова — Мері (вокальна партія — Валентина Ігнатьєва); некрасива дівчина
- Лідія Федосєєва-Шукшина — літня дама
- Чеслав Сушкевич
- Григорій Маликов — парубок
- Інна Гула — Цариця ночі
- Раднер Муратов
- Лев Поляков — глядач у театрі

## Знімальна група
- Автор сценарію та режисер-постановник: Михайло Швейцер
- Режисер: Софія Мількіна
- Оператор-постановник: Михайло Агранович
- Художник-постановник: Володимир Філіппов
- Композитор: Альфред Шнітке
- Звук: Володимир Крачковський, Арнольд Шаргородський
- Диригент: Емін Хачатурян
- Хореограф: Н. Авеліани
- Директор картини: Зиновій Гризик

## Технічні дані
- Фільм знято на плівці Шосткинського хімкомбінату «Свема».

## Цікаві факти
- Фільм став останнім у кінематографічній кар'єрі Володимира Висоцького.
- Виконавиця ролі Мері Світлана Переладова, яка співає пісню зі словами «Якщо рання могила призначена моїй весні…», померла у віці 30 років за нез'ясованих обставин.